# Pantsergrenadierdivisie Brandenburg
De Pantsergrenadierdivisie Brandenburg was een divisie van de Wehrmacht tijdens de Tweede Wereldoorlog. Deze pantsergrenadierdivisie was voortgekomen uit de Divisie Brandenburg, een speciale eenheid opgeleid voor commandotaken. De pantsergrenadierdivisie was echter een regulier eenheid van het Heer. De divisie kwam in actie bij Belgrado en later langs de Donau. Door grote verliezen teruggebracht tot een schim, werd de divisie vanaf eind 1944 herbouwd in Oost-Pruisen en kwam in 1945 in actie in Polen, oostelijk Duitsland en Tsjechië.

## Krijgsgeschiedenis
De Pantsergrenadierdivisie Brandenburg werd gevormd op 15 september 1944 door omdopen van de Divisie Brandenburg. De regimenten vochten op dat moment in het gebied rond Belgrado. Vanaf eind september 1944 waren de regimenten van de divisie verwikkeld in defensieve gevechten tegen het Rode Leger langs de Tisza en de Donau, zelfs voordat ze in Belgrado waren aangekomen voor de geplande omvorming. Tijdens het Sovjetoffensief eind november 1944 op de Joegoslavische hoofdstad werden delen van deze eenheden omsingeld en leden zware verliezen, voordat ze konden doorbreken naar de Duitse linies. Op 17 oktober 1944 werden delen van de Sturm Divisie Rhodos opgenomen in de divisie. Hierna volgde een langzame terugtocht naar Zuid-Hongarije onder Heeresgruppe E. Van 11 tot 29 november 1944 nam de divisie deel aan de slag om het Apatin-Batina bruggenhoofd. In deze tijd slaagde de divisie er samen met andere eenheden erin het Sovjet  57e Leger te beletten om zijn bruggenhoofd echt uit te breiden of uit te breken. Dit kostte echter zware verliezen en aan einde beschikte de divisie nog slechts over 130 man gevechtstroepen. Om op te frissen werden de resten van de divisie begin december 1944 overgebracht naar Oost-Pruisen, naar  Drengfurth, waar de divisie rond 20 december 1944 samengevoegd werd met de Pantsergrenadierdivisie Großdeutschland om het Pantserkorps Großdeutschland te vormen. De divisie werd op 13 januari 1945 op het militaire oefengebied Arys in Oost-Pruisen op de trein geladen voor transport naar het gebied van  Łódź. Maar toen het de divisie op 16 januari daar uitlaadde, was het Duitse front langs de Weichsel al volledig ingestort en alle Duitse troepen op de terugtocht. Het korps met de divisie werd hierin meegesleurd. Samen met "Gruppe Nehring" werd een "wandernder Kessel" (rondtrekkende pocket) gevormd, die achter de Sovjetlinies naar het westen trok. Pas op 29 januari werd bij Glogau contact met de Duitse linies hersteld. Vervolgens werd de divisie vanaf 10 maart 1945 bij de Oder opgefrist door de Ersatz-Brigade Großdeutschland. Van begin maart tot half april 1945 bevond de divisie zich in het gebied Weißwasser. Toen het Rode Leger op 16 april de laatste grote Sovjetaanval lanceerde, werd de divisie uiteindelijk omsingeld in het gebied Rothenburg-Penzig, maar kon op 20 april uitbreken naar Löbau. Nadat de overblijfselen van de divisie rond Bautzen hadden gevochten, werden ze op 3 mei 1945 per trein naar het gebied Ostrau in het Protectoraat Bohemen en Moravië gebracht. Begin mei 1945 vochten daar nog eenheden van de divisie bij Olmütz en trokken zich terug naar het gebied Deutsch-Brod.

### Einde
Na de overgave van de Wehrmacht marcheerde een deel van de divisie naar het westen, terwijl andere delen zichzelf eenvoudig ontbonden. Een groot deel ging in Sovjet-gevangenschap bij Tábor rond 8 mei 1945. Veel leden van de divisie werden vermoord door de Tsjechische bevolking.

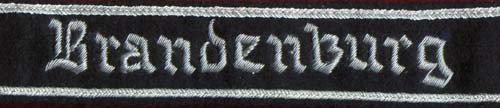
Armband van de divisie

## Slagorde

### oktober 1944
- Jäger-Regiment 1 Brandenburg
- Jäger-Regiment 2 Brandenburg
- Panzerjäger-Abteilung Brandenburg
- Nachrichten-Abteilung Brandenburg
- Feldersatz-Bataillon Brandenburg
- divisie eenheden Brandenburg

### maart 1945
- Panzerregiment Brandenburg
- Panzer-Jäger-Regiment 1 Brandenburg
- Panzer-Jäger-Regiment 2 Brandenburg
- Panzer-Aufklärungs-Abteilung Brandenburg
- Panzer-Artillerie-Regiment Brandenburg
- Panzerjäger-Abteilung Brandenburg
- Nachrichten-Abteilung Brandenburg
- Feldersatz-Bataillon Brandenburg
- divisie eenheden Brandenburg

## Bovenliggende bevelslagen
| Legerkorps                   | Leger           | Legergroep         | Plaats/regio      | Begin           | Eind          |
| ---------------------------- | --------------- | ------------------ | ----------------- | --------------- | ------------- |
| 68e Legerkorps               | 2e Pantserleger | Heeresgruppe F     | Belgrado, Kroatië | november 1944   |               |
| in omvorming                 |                 |                    | Oost-Pruisen      | januari 1945    |               |
| Pantserkorps Großdeutschland | 4e Pantserleger | Heeresgruppe Mitte | Lausitz           | 25 januari 1945 | 17 april 1945 |
| 57e Pantserkorps             | 4e Pantserleger | Heeresgruppe Mitte | Lausitz           | 17 april 1945   | 17 april 1945 |
| Pantserkorps Großdeutschland | 4e Pantserleger | Heeresgruppe Mitte | Lausitz           | 17 april 1945   | 30 april 1945 |
| 3e Pantserkorps              | 1e Pantserleger | Heeresgruppe Mitte | Olmütz            | 1 mei 1945      | 8 mei 1945    |

## Commandanten
| Rang                                     | Naam                     | Begin             | Eind            |
| ---------------------------------------- | ------------------------ | ----------------- | --------------- |
| Generalleutnant                          | Friedrich Kühlwein       | 15 september 1944 | 16 oktober 1944 |
| Oberst Generalmajor (vanaf 1 maart 1945) | Hermann Schulte-Heuthaus | 16 oktober 1944   | 8 mei 1945      |